# Start-1
Start-1은 러시아의 SS-25 토폴 ICBM을 상업용 우주발사체로 개조한 것이다. 토폴은 3단 고체연료, 발사중량 45톤의 이동식 트럭에서 발사되는 ICBM인데, 이를 4단 고체연료, 발사중량 47톤의 Start-1 우주발사체로 개조했다. 같은 이동식 트럭에서 콜드 런치 방식으로 발사된다.

## 역사
Start-1 로켓은 START I 조약에서 이름을 따왔다. START I 조약은 미국과 소련이 각각 6000개의 핵탄두, 1600개의 ICBM, SLBM, 폭격기를 상한으로 보유하도록 했다. 따라서 다수의 토폴 미사일(SS-25)이 폐기되어야 했다. 1991년 소련이 망하고 러시아가 이 조약의 이행을 승계했다. 러시아 정부는 다수의 ICBM을 우주발사체로 개조하여 상업용으로 발사하여, START I 조약의 미사일수 제한 규정을 충족시키기로 했다.
가장 유명한 Start-1 발사는 2006년 4월 25일에 있었다. 이스라엘의 에로스 B 지구관측위성을 발사했다. 당시는 이스라엘과 이란이 대치중이었기 때문에, 그 발사 성공에 따른 영향이 다른 발사때와 보다 매우 컸다. 에로스 B는 상업용이지만, 이스라엘 정부가 주된 고객이고, 해상도 70 cm으로서, 선진국들의 정찰위성의 해상도를 지녔기 때문에, 이란의 군사시설과 핵시설의 정찰활동을 할 수 있다.

## 구성
1단 추력 100톤, 2단 추력 50톤, 3단 추력 25톤, 4단 추력 1톤의 4단 고체로켓이다. 3단까지는 SS-25 토폴 미사일과 동일하다. 토폴 미사일은 3단 끝에 무게 1톤의 핵탄두를 탑재한다. 반면에 스타트원 로켓은 3단 끝에 무게 1톤의 4단 로켓을 장착하고, 거기에 다시 무게 632 kg의 인공위성을 장착했다. 세계 최고 수준으로 알려진 이스라엘 오페크 정찰위성 무게가 500 kg 정도이다.

## 대한민국
1994년 9월, 러시아는 "핵무기 이외의 어떠한 무기도 한국에 제공할 수 있다"고 말했다. 핵무기는 핵탄두, 핵폭탄을 의미하며, 미사일 자체는 핵무기가 아니다.
1998년 12월 2일부터 2001년 11월 10일까지 대한민국 국가정보원이 세 차례의 작전을 통해 러시아 ICBM의 엔진을 비롯한 주요부품을 고철로 위장해 밀반입했다는 사업가의 주장이 2011년 조선일보에 보도되었다. 1998년 국가정보원이 SS-18, SS-19, SS-25를 밀수했다고 2012년 1월 시사저널은 보도하였다.
2001년 블라디미르 푸틴 대통령이 방한해, 7억 달러 어치의 러시아 무기를 수출하기로 했다. 군사기술 상호교류에 관한 각서의 서명은 푸틴의 이번 서울 방문중 가장 비중있는 결실이라고 평가되었으며, 한국측은 미국의 눈치를, 러시아는 북한의 눈치를 보지 않을 수 없기 때문에 구체적으로 어떤 무기 수출인지는 양측이 `은폐작전'을 벌이고 있다고 보도되었다.
스타트원 우주로켓의 1단은 추력 100톤의 고체로켓인데, 이미 1970년대에 한국이 개발한 현무-1의 1단이 추력 100톤이며, 당시 미국과 프랑스에서 수입했다. 따라서 군사용 미사일 엔진으로서도 수출이 자유롭기 때문에, 민간용으로는 더 자유롭다. 추력 100톤이 자유로우면 추력 50톤, 추력 25톤, 추력 1톤도 모두 자유롭다. 그러나, 미국은 국제법상 자유로운 나로호의 1단 액체연로 엔진의 수출입도, 핵미사일 개발에 사용될 수 있다며 러시아에 공개적으로 항의하였으며, 이에 러시아는 나로호 1단 엔진 수출입 계약을 일방적으로 취소했으며, 한국은 나로호 개발 계획을 대대적으로 변경했다.
2013년 현재 한국은 추력 100톤의 고체로켓 제작이 가능하다고 보도되었다. 한미 미사일 지침상 민간용 고체로켓 개발이 금지된다는 정보는 부정확한 정보이며, 국제법이나 조약에는 자유로운데, 미국이 아무런 법적 근거 없이 개발을 방해하거나, 한국 정부 일부가 아무런 법적 근거 없이 개발을 못한다고 금지하고 있는 것이다. 국제법상 민간용 고체로켓의 독자개발과 기술수출입을 규제하는 다자조약은 없으며, 한미간의 양자조약도 일체 체결된 적이 없다.
반면에 일본에 대해서는 미국이 아무런 방해를 하지 않고 있다. 2013년 9월 14일 일본은 45톤 스타트원 로켓 보다 2배인 90톤 엡실론 로켓을 발사했다. 3단 고체연료를 사용하여 핵미사일 우려가 많이 보도되었으나, 미국은 아무런 방해도 하지 않았다. 일본은 이미 1966년에 무게 40톤의 고체로켓 Mu-1을 발사했다. 이 때에도 미국은 아무런 방해나 항의를 하지 않았다. 미젯맨 미사일의 사례에 따르면, 무게 12톤의 고체로켓이면 전 세계를 핵공격할 수 있다. 그러나 군사용일 경우이고, 민간용은 개발을 금지하는 다자조약이나 양자조약이 일체 존재하지 않는다. 따라서 일본이 1966년에 무게 40톤의 고체로켓 Mu-1을 자유롭게 발사할 수 있었던 것이다.
한편, 2013년 현재 지상발사 고체연료 최신형 핵미사일의 무게는, 미국 30톤 미니트맨, 중국 40톤 DF-41, 러시아 40톤 RS-24, 북한 40톤 KN-08이다.
2020년 7월, 한미 미사일 지침 4차개정으로 한국은 고체연료 우주로켓 개발이 가능해졌다. 토폴 ICBM은 김대중 때 국정원에서 밀수한 바가 있고, 그 우주로켓인 스타트원 로켓은 1단 100톤, 2단 50톤, 3단 25톤, 4단 10톤 추력의 고체모터를 사용한다. 한국은 현무-4 1단 추력을 공개하지는 않았지만, 대략 50톤 추력 모터는 필요하다고 보면, 100톤 추력 고체모터만 개발하면 스타트원 로켓을 개발할 수 있을 것으로 보인다.

## 발사기록
- 1993년 3월 25일 -  러시아, 시험발사
- 1997년 3월 4일 -  러시아, 제야 인공위성
- 1997년 12월 24일 -  미국, 얼리 버드 1 지구관측위성
- 2000년 12월 5일 -  이스라엘, 에로스 A 지구관측위성, 해상도 1.8 m
- 2001년 2월 20일 -  스웨덴, 오딘 인공위성
- 2006년 4월 25일 -  이스라엘, 에로스 B 지구관측위성, 해상도 70 cm
- 2009년 -  이스라엘, 에로스 C 지구관측위성

## 같이 보기
- SS-25 토폴 ICBM